# Duszniki Zdrój (gmina)

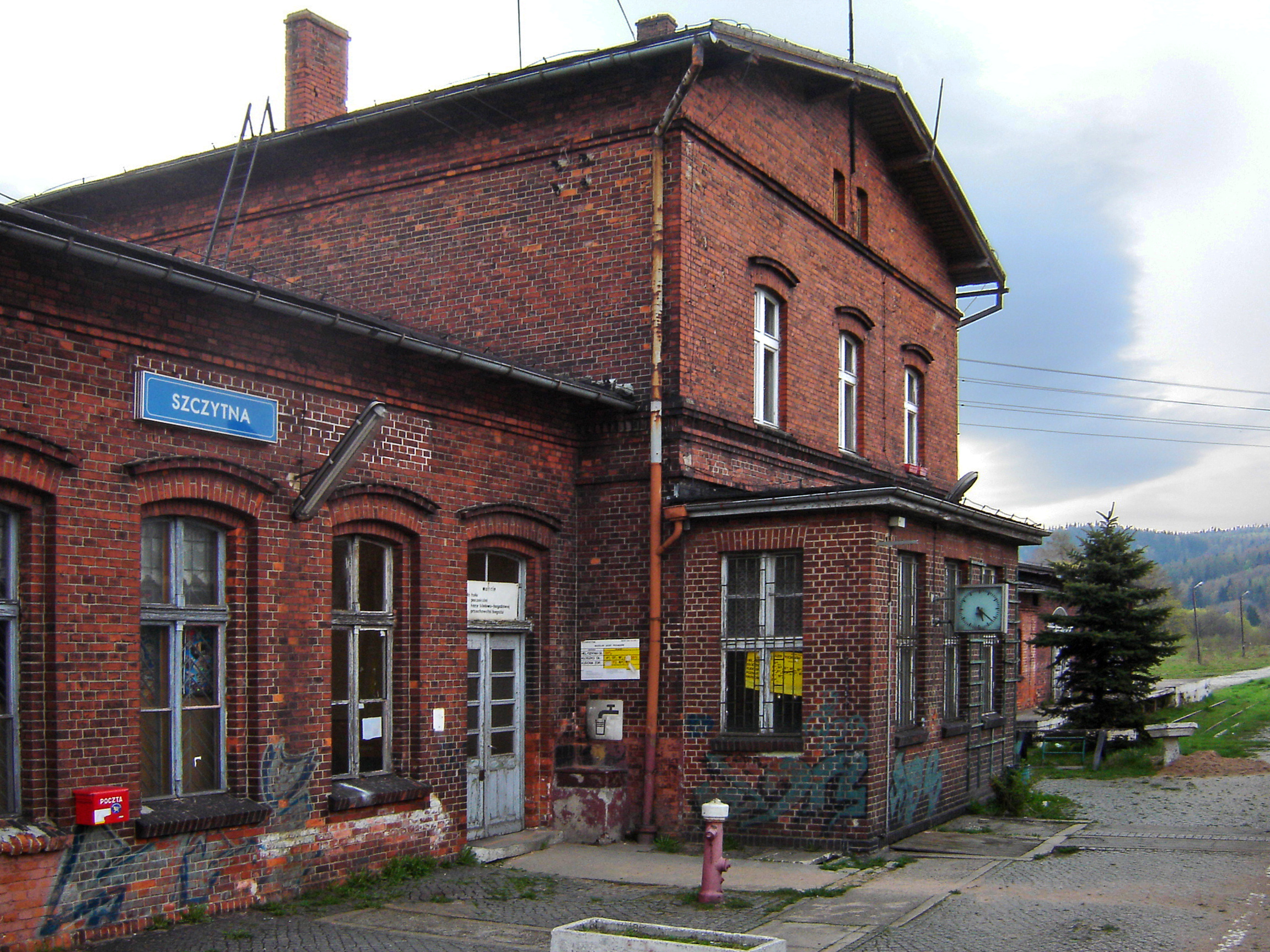
Stacja kolejowa w Szczytnej

Duszniki Zdrój (od 1951 Szczytna) – dawna gmina wiejska istniejąca latach 1945–1951 w woj. wrocławskim. Siedzibą władz gminy było miasto Duszniki Zdrój (obecna pisownia Duszniki-Zdrój), które stanowiło odrębną gminę miejską.
Gmina Duszniki Zdrój powstała po II wojnie światowej na terenie tzw. Ziem Odzyskanych (tzw. II okręg administracyjny – Dolny Śląsk). 28 czerwca 1946 gmina – jako jednostka administracyjna powiatu kłodzkiego – weszła w skład nowo utworzonego woj. wrocławskiego.
27 czerwca 1951 gmina została zniesiona: siedzibę władz przeniesiono z Dusznik Zdroju do Szczytnej (wówczas gromady) a jednostkę przemianowano na gminę Szczytna, która według stanu z 1 lipca 1952 gmina składała się z 7 gromad: Batorów, Bobrowniki, Łężyce, Stoszów, Szczytna, Zieleniec i Złotno.